# In Good Company
In Good Company (2004) es la cuarta película escrita y dirigida por Paul Weitz. La película tiene como protagonista a Dennis Quaid, Scarlett Johansson y Topher Grace.

## Argumento
Dan Foreman (Dennis Quaid) tiene una vida muy buena. Trabaja en la revista Sports America y su jefe está orgulloso de su trabajo. Su mujer Ann (Marg Helgenberger) está embarazada de nuevo y su hija Álex (Scarlett Johansson) ha sido admitida en la prestigiosa y costosa Universidad de Nueva York. Pero entonces llega Carter Duryea (Topher Grace), quien, ve cómo su matrimonio de siete meses acaba y también se convierte en el nuevo jefe de Dan. Pronto, Carter conoce a Álex e inician una relación sin conocimiento de Dan...

## Premios

### Film Festival
| Año  | Categoría      | Resultado |
| ---- | -------------- | --------- |
| 2005 | Mejor director | Candidato |

### Casting Society of America, USA
| Año  | Categoría            | Resultado |
| ---- | -------------------- | --------- |
| 2005 | Mejor Cast - Comedia | Candidato |

### National Board of Review, USA
| Año  | Categoría                                     | Resultado |
| ---- | --------------------------------------------- | --------- |
| 2005 | Mejor interpretación masculina (Topher Grace) | Ganador   |

### Teen Choice Awards
| Año  | Categoría                                          | Resultado |
| ---- | -------------------------------------------------- | --------- |
| 2005 | Mejor actriz femenina - Drama (Scarlett Johansson) | Candidato |

### Young Artist Awards
| Año  | Categoría               | Resultado |
| ---- | ----------------------- | --------- |
| 2005 | Mejor película familiar | Candidata |